# Internationale Friedensfahrt 1964
Die 17. Internationale Friedensfahrt (Course de la paix) war ein Straßenradrennen, das vom 9. bis zum 24. Mai 1964 ausgetragen wurde. Das Radrennen bestand aus 14 Einzeletappen und führte auf einer Gesamtlänge von 2246 km von Warschau über Ost-Berlin nach Prag. Die Einzelwertung gewann der Tschechoslowake Jan Smolík, Mannschaftssieger wurde die DDR. Das lila Trikot für den aktivsten Fahrer gewann Joseph Spruyt aus Belgien.

## Teilnehmer
1964 gingen 90 Fahrer aus 14 Radsportverbänden an den Start. Nachdem der Libanese Tarek Aboul-Zahab 1962 und 1963 als Einzelstarter an der Friedensfahrt teilgenommen hatte, fuhr er in diesem Jahr zusammen mit zwei Norwegern und Schweden sowie einem Australier in der so genannten „Drei Kontinente“-Mannschaft, sodass das Fahrerfeld insgesamt 15 Teams umfasste. Die internationale Mannschaft wurde von einem Masseur aus Polen und einem Mechaniker aus der DDR unterstützt. Gegenüber dem Vorjahr fehlten diesmal Fahrer aus Italien, den Niederlanden, aus Marokko und Schottland. Folgende Mannschaften hatten gemeldet:
| - Belgien - Bulgarien - Dänemark - DDR - England - Finnland - Frankreich - Jugoslawien | - Kuba - Polen - Rumänien - Sowjetunion - Tschechoslowakei (ČSSR) - Ungarn - „Drei Kontinente“ |

Der Radsport-Verband der DDR beteiligte sich mit diesen Fahrern:
| - Klaus Ampler - Lothar Appler - Günter Hoffmann | - Dieter Mickein - Gustav-Adolf Schur - Dieter Wiedemann |

## Rennverlauf
Die 17. Friedensfahrt wurde von dem tschechoslowakischen Fahrer Jan Smolik beherrscht. Der 21-Jährige jagte auf der dritten Etappe DDR-Neuling Dieter Mickein das Gelbe Trikot ab und verteidigte es bis zum Ziel in Prag. Dazu trugen auch drei Etappensiege und ein Durchschnittstempo von 39,7 km/h bei. In der Schlusswertung hatte er gegenüber dem Zweiten Günter Hoffmann aus der DDR fast acht Minuten Vorsprung. Hatten sich in den früheren Friedensfahrten auch immer wieder Amateure aus den westeuropäischen Verbänden gut platzieren können, kam 1964 als bester Westeuropäer der Belgier Michel Jacquemin auf den 27. Platz.
Die DDR-Fahrer erreichten alle Plätze unter den besten 20 und gewannen damit die Mannschaftswertung vor den überraschend starken Rumänen. Die früher so starke sowjetische Mannschaft fiel gegenüber dem dritten Platz aus dem Vorjahr weiter zurück und landete diesmal auf Rang sechs, 20 Minuten hinter der DDR. Während Belgien, England und Kuba nicht in die Mannschaftswertung kamen, erreichten drei Aktive der Drei-Kontinente-Mannschaft das Ziel in Prag, sodass ihr Team noch in die Wertung kam, allerdings weit abgeschlagen als Letzter.
| Etappe | Start – Ziel                 | Etappensieger                    | Etappen- länge | Zeit (h) |
| 01     | Rund um Warschau             | Dieter Mickein (DDR)             | 094 km         | 2:07:08  |
| 02     | Sochaczew – Łódź             | Mannschafts-Zeitfahren: DDR      | 084 km         | 1:59:49  |
| 03     | Łódź – Breslau               | Gabriel Moiceanu (Rumänien)      | 200 km         | 4:40:41  |
| 04     | Breslau – Posen              | Rajmund Zieliński (Polen)        | 174 km         | 3:58:18  |
| 05     | Świebodzin – Ost-Berlin      | Jan Smolík (ČSSR)                | 164 km         | 3:59:36  |
| 06     | Ost-Berlin – Leipzig         | Ion Stoica (Rumänien)            | 193 km         | 4:46:24  |
| 07     | Leipzig – Erfurt             | Jan Smolík (ČSSR)                | 162 km         | 4:01:37  |
| 08     | Erfurt – Oberhof             | Jan Smolík (ČSSR)                | 045 km         | 1:16:14  |
| 09     | Oberhof – Aue                | Constantin Dumitrescu (Rumänien) | 219 km         | 6:05:58  |
| 10     | Aue – Karlsbad               | Ladislav Heller (ČSSR)           | 146 km         | 3:44:52  |
| 11     | Karlsbad – Liberec           | Joseph Spruyt (Belgien)          | 224 km         | 5:46:40  |
| 12     | Liberec – Pardubice          | Stanisław Gazda (Polen)          | 189 km         | 4:51:37  |
| 13     | Pardubice – České Budějovice | Pavel Doležel (ČSSR)             | 196 km         | 5:25:14  |
| 14     | České Budějovice – Prag      | Michel Jacquemin (Belgien)       | 156 km         | 3:48:19  |

## Endresultate
| Einzelwertung | Einzelwertung         | Einzelwertung | Einzelwertung |
| ------------- | --------------------- | ------------- | ------------- |
|               | Fahrer                | Mannschaft    | Zeit          |
| 01.           | Jan Smolik            | ČSSR          | 54:49:08 h    |
| 02.           | Günter Hoffmann       | DDR           | + 7:45 min    |
| 03.           | Dieter Wiedemann      | DDR           | + 7:55 min    |
| 04.           | Jan Kudra             | Polen         | + 8:29 min    |
| 05.           | Ryszard Zapala        | Polen         | + 8:36 min    |
| 06.           | Lothar Appler         | DDR           | + 8:45 min    |
| 07.           | Viktor Kapitonow      | Sowjetunion   | + 8:58 min    |
| 08.           | Janos Juszko          | Ungarn        | + 9:05 min    |
| 09.           | Alexander Kulibin     | Sowjetunion   | + 9:34 min    |
| 10.           | Ladislav Heller       | ČSSR          | + 11:06 min   |
| 11.           | Dieter Mickein        | DDR           | + 11:20 min   |
| 12.           | Gabriel Moiceanu      | Rumänien      | + 11:36 min   |
| 13.           | Stanislaw Gazda       | Polen         | + 11:47 min   |
| 14.           | Pavel Dolezel         | ČSSR          | + 11:57       |
| 15.           | Antal Megyerdi        | Ungarn        | + 12:08 min   |
| 16.           | Klaus Ampler          | DDR           | + 12:34 min   |
| 17.           | Gustav-Adolf Schur    | DDR           | + 12:57 min   |
| 18.           | Constantin Dumitrescu | Rumänien      | + 13:16 min   |
| 19.           | Raymond Zielinski     | Polen         | + 13:50 min   |
| 20.           | Joze Santavec         | Jugoslawien   | + 15:34 min   |
| 0 …           |                       |               |               |
| 63.           | Leon-Antonio Herr     | Kuba          | + 7:27:55 h   |

| Mannschaftswertung | Mannschaftswertung                    | Mannschaftswertung | Mannschaftswertung |
| ------------------ | ------------------------------------- | ------------------ | ------------------ |
|                    | Mannschaft                            | Zeit               |                    |
| 01.                | DDR                                   | 146:46:59 h        |                    |
| 02.                | Rumänien                              | + 6:14 min         |                    |
| 03.                | Polen                                 | + 7:36 min         |                    |
| 04.                | Tschechoslowakei                      | + 11:14 min        |                    |
| 05.                | Ungarn                                | + 18:01 min        |                    |
| 06.                | Sowjetunion                           | + 20:19 min        |                    |
| 07.                | Jugoslawien                           | + 44:21 min        |                    |
| 08.                | Frankreich                            | + 1:25:02 h        |                    |
| 09.                | Bulgarien                             | + 2:28:01 h        |                    |
| 10.                | Dänemark                              | + 4:38:48 h        |                    |
| 11.                | Finnland                              | + 5:55:50 h        |                    |
| 12.                | „Drei Kontinente“                     | + 9:02:03 h        |                    |
|                    | ausgeschieden: Belgien, England, Kuba |                    |                    |

| Violettes Trikot | Violettes Trikot | Violettes Trikot | Violettes Trikot |
| ---------------- | ---------------- | ---------------- | ---------------- |
|                  | Fahrer           | Mannschaft       | Punkte           |
| 01.              | Joseph Spruyt    | Belgien          | 95               |
| 02.              | Jan Smolik       | ČSSR             | 93               |
| 03.              | Stanislaw Gazda  | Polen            | 55               |
| 04.              | Lothar Appler    | DDR              | 42               |
| 05.              | Antal Megyerdi   | Ungarn           | 37               |
| 05.              | Yves Gougault    | Frankreich       | 37               |